# Stępa
Stępa:

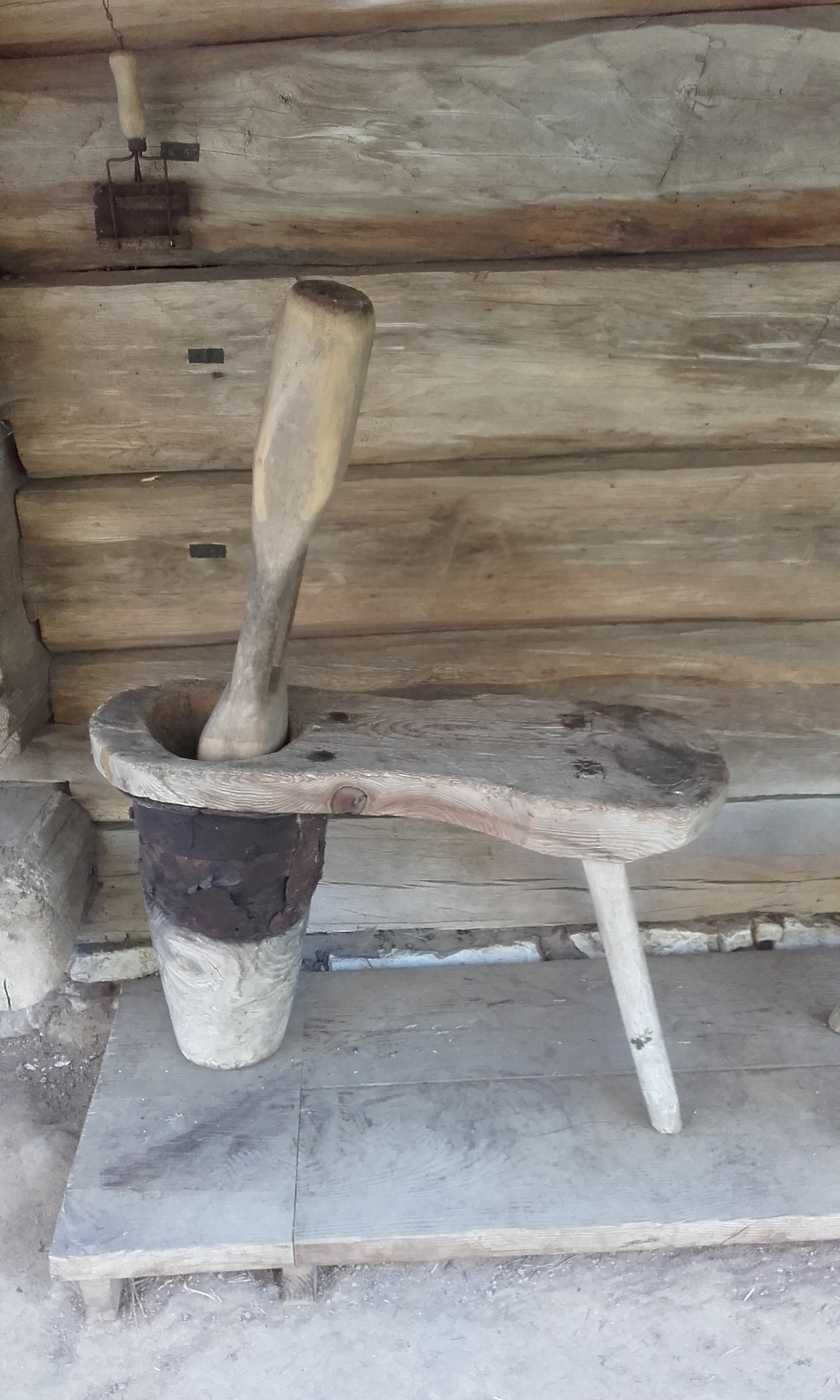
Stępa w zagrodzie z Żukowa, Muzeum Wsi Lubelskiej

- moździerz kaszarski – urządzenie używane do obłuskiwania i kruszenia ziarna na kaszę. Składa się z wysokiego, wąskiego naczynia wydrążonego w kamieniu lub drewnie (rodzaj moździerza) i drewnianego ubijaka zwanego stęporem. Często dolna, robocza powierzchnia stępora nabijana była metalowymi ćwiekami.

- stępa - urządzenie, składające się z pojemnika, zwykle w formie masywnego, drewnianego koryta (właściwej stępy), w którym przy pomocy drewnianego stępora (lub kilku stęporów równocześnie) kruszono, ubijano, rozdrabniano różne materiały. Napęd stępora (stęporów) stanowiło zwykle koło wodne. Urządzenia takie stanowiły dawniej podstawowe wyposażenie kruszarni rud kruszców, papierni, wiejskich foluszy, olejarni i in.